# Diacamma rugosum
Diacamma rugosum är en myrart som först beskrevs av Le Guillou 1842.  Diacamma rugosum ingår i släktet Diacamma och familjen myror.

## Underarter
Arten delas in i följande underarter:
- D. r. anceps
- D. r. arcuatum
- D. r. balinense
- D. r. birmanum
- D. r. celebense
- D. r. doveri
- D. r. gibbosum
- D. r. hortense
- D. r. javanum
- D. r. jerdoni
- D. r. ovale
- D. r. rothneyi
- D. r. rugosum
- D. r. sculptum
- D. r. sikkimense
- D. r. timorense
- D. r. viridipurpureum